# Macrocera pulchra
Macrocera pulchra är en tvåvingeart som beskrevs av Tonnoir 1927. Macrocera pulchra ingår i släktet Macrocera och familjen platthornsmyggor. Inga underarter finns listade i Catalogue of Life.